# Kanton Beaujeu
Beaujeu is een voormalig kanton van het Franse departement Rhône. Het kanton maakt deel uit van het arrondissement Villefranche-sur-Saône.
Het kanton is op 2 april 2015 opgeheven en de gemeenten de gemeenten werden ingedeeld bij het kanton Belleville.

## Gemeenten
Het kanton Beaujeu omvatte de volgende gemeenten:
- Avenas
- Beaujeu (hoofdplaats)
- Chénas
- Chiroubles
- Émeringes
- Fleurie
- Juliénas
- Jullié
- Lantignié
- Les Ardillats
- Marchampt
- Quincié-en-Beaujolais
- Régnié-Durette
- Saint-Didier-sur-Beaujeu
- Vauxrenard
- Vernay
- Villié-Morgon